# یوزيف فيستمانتل
جوزيف فيستمانتل (بالألمانية: Josef Feistmantl)‏ (23 فبراير 1939 - 10 مارس 2019) هو متسابق على الجليد بمزلاجة من النمسا.

## روابط خارجية
- یوزيف فيستمانتل على موقع اللجنة الأولمبية الدولية (الإنجليزية)
- یوزيف فيستمانتل على موقع أوليمبيديا (الإنجليزية)